# Swedish International Stockholm 2005
Die Swedish International Stockholm 2005 im Badminton fanden in Täby, Stockholm, vom 13. bis zum 16. Januar 2005 statt. Das Preisgeld betrug 5.000 US-Dollar.

## Austragungsort
- Täby Sportcenter (vormals Tibblehallen), Attundavägen 5-7

## Finalergebnisse
| Disziplin    | Sieger                        | Finalist                           | Ergebnis    |
| ------------ | ----------------------------- | ---------------------------------- | ----------- |
| Herreneinzel | Evgenij Isakov                | Rasmus Wengberg                    | 15:11 15:11 |
| Dameneinzel  | Elizabeth Cann                | Sara Persson                       | 11:9 11:2   |
| Herrendoppel | Simon Archer Anthony Clark    | Fredrik Bergström Henrik Andersson | kampflos    |
| Damendoppel  | Miyuki Tai Noriko Okuma       | Nina Vislova Valeria Sorokina      | 15:2 15:4   |
| Mixed        | Nikolai Zuev Marina Yakusheva | Kristian Roebuck Liza Parker       | 15:4 15:8   |